# 阿什頓 (尤寧島)
阿什頓（英語：Ashton）是加勒比海島國聖文森特和格林納丁斯格林納丁斯區尤寧島（格林納丁斯群島島鏈一部分）的一個城鎮，位於該島南海岸，克利夫頓以西。